# Madame Eloffe
Madame Eloffe (fallecida después de 1789) fue una mercader de moda francesa o marchante de modas. Fue una de las sombrereras favoritas de la reina María Antonieta. 

## Historia
Madame Eloffe fue uno de los cuatro principales comerciantes de moda junto con Rose Bertin, Le Sieur Beaulard y Mademoiselle Alexandre durante el reinado de Luis XVI.  
Era sobrina de Mme Pompey, y la sucedió en el privilegio de vender adornos y accesorios a las damas de la corte real. Proporcionaba vestidos para las damas de honor de Versalles, y la reina María Antonieta era clienta habitual. Eloffe fue descrita como una rival exitosa de Rose Bertin. Era conocida por anunciar su negocio con la reina al tener un retrato de la soberana en la ventana de su tienda. Sus libros de cuentas atestiguan que era común que las mujeres nobles ordenaran nuevas versiones de vestidos en lugar de pedir prendas nuevas, pero que esas versiones eran a menudo más caras que un vestido nuevo. La reina a menudo ordenó versiones y redecoraciones de vestidos viejos. En 1785, la reina debía a Eloffe una suma de 25.000 libras, en comparación con las 90.000 libras que debía a Rose Bertin. Después del estallido de la Revolución Francesa, Eloffe dejó de enviar facturas mensuales a sus clientas y les cobró directamente por cada artículo. 
Sus libros de cuentas, a diferencia de los de Rose Bertin, se han conservado y se consideran fuentes históricas valiosas, particularmente en lo que respecta al guardarropa de María Antonieta. Su negocio con la reina fue publicado en el trabajo de Gustave-Armand-Henry, Conde de Reiset, Modes et uses au temps de Marie Antoinette: Livre-journal de Madame Eloffe, 2. vols. (París, 1885). 